# Loheria reiniana
Loheria reiniana är en viveväxtart som först beskrevs av Jacobs, och fick sitt nu gällande namn av Herman Otto Sleumer. Loheria reiniana ingår i släktet Loheria och familjen viveväxter. Inga underarter finns listade i Catalogue of Life.